# Lingua italiana in Marocco
La lingua italiana in Marocco nei primi anni del XXI secolo ha raggiunto una diffusione significativa ed è conosciuta da una percentuale rilevante della popolazione grazie principalmente al fenomeno dell'immigrazione di ritorno.

## Storia
Gli scambi tra l'Italia e il Marocco sono stati, in generale, piuttosto ridotti durante l'età moderna. L'Impero del Marocco, nelle sue varie fasi storiche, ha avuto scambi principalmente con le nazioni europee affacciate sull'Atlantico: Portogallo e Spagna in primo luogo, e successivamente Francia e Gran Bretagna.
In alcuni periodi si è però avuto uno scambio consistente di popolazione con l'Italia. Nei primi decenni del Novecento, durante il Protettorato francese, il Marocco è stato meta di emigrazione dall'Italia. Negli ultimi decenni del Novecento e all'inizio del ventunesimo secolo, il Marocco è stato invece punto di partenza per una consistente emigrazione verso l'Italia.

## Emigrazione italiana in Marocco
I ridotti legami storici hanno fatto sì che, a differenza di quanto successo in altre aree del Nordafrica, tra Otto e Novecento i cittadini italiani residenti in Marocco fossero poche decine: 102 nel 1871, 130 nel 1881, 50 nel 1901 e 70 nel 1911. Molti di questi, probabilmente, erano "protetti" italiani di religione ebraica, e non immigrati.
L'instaurazione nel 1912 del Protettorato francese sul Marocco meridionale aprì invece le porte a una consistente emigrazione di lavoratori dall'Italia verso queste regioni del paese (le attuali regioni settentrionali del Marocco erano invece sotto il protettorato spagnolo e non ebbero un'emigrazione italiana paragonabile). In questo periodo gli italiani, provenienti in buona parte dalla Sicilia e dalla Tunisia, vennero impiegati soprattutto negli imponenti lavori per la realizzazione del porto di Casablanca.
A partire da questi anni, si è formata quindi, una consistente comunità di italo-marocchini. La popolazione italiana in Marocco arriva infatti nel 1924 a 12.258 presenze. Inoltre, "All'epoca della costruzione della ferrovia da Oujda (Wajda) a Fez negli anni 1930 si registrò un nuovo afflusso di manodopera italiana sui cantieri: secondo i dati consolari, qualche anno prima della seconda guerra mondiale, nel 1936, gli italiani del Marocco erano 15.645". A questo afflusso massiccio ha fatto seguito un calo graduale nei decenni successivi.
Nel 2013 il Consolato italiano dichiarava la presenza in Marocco di circa 2500 cittadini italiani, metà dei quali residenti a Casablanca. Stimava inoltre che circa 500 cittadini italiani "passino occasionalmente una parte dell'anno in Marocco". Sui 3000 cittadini complessivi che risultano da questa stima il Consolato stima inoltre che quasi il 50% sia formato da cittadini italiani di origine marocchina.
La diffusione della lingua italiana in Marocco è quindi oggi, quasi del tutto indipendente dalla presenza di cittadini italiani di origine italiana.

## Immigrazione marocchina in Italia e rientro
L'Italia è stata oggetto di un flusso consistente di emigrazione marocchina. Nei primi anni del ventunesimo secolo l'emigrazione ha prodotto anche un flusso consistente di emigrati di ritorno; il flusso è diventato particolarmente consistente dopo il 2008, a causa della crisi economica italiana.
Le province in cui si ritiene si concentri l'emigrazione di rientro sono quelle di Béni Mellal e di Khouribga.

## Insegnamento della lingua italiana
La diffusione della lingua italiana in Marocco è legata anche all'insegnamento dell'italiano nelle scuole superiori e nelle università.

### Insegnamento universitario
In Marocco sono attivi due Dipartimenti di Italiano, rispettivamente all'Università Mohammed V Agdal di Rabat e all'Università Hassan II di Casablanca.
Il Dipartimento dell'Università Mohammed V Agdal di Rabat (Departement de Langue et Litterature Italiennes - Filière Etudes Italiennes) è stato fondato nel 2001 e offre fin dalla sua fondazione un corso di laurea in lingua e cultura italiana; il professor Mohammed Moktary ha dichiarato che ai corsi, impartiti da sei docenti e da una lettrice ministeriale italiana, si iscrivono circa 50 nuovi studenti all'anno.
Il Dipartimento dell'Università Hassan II di Casablanca è stato fondato nel 2010 e offre fin dalla sua fondazione un corso di laurea in lingua e cultura italiana.

### Insegnamento scolastico
Numerose scuole superiori marocchine offrono l'insegnamento della lingua italiana negli ultimi tre anni del percorso.
La scuola media Ibn Abbad di Dar Weld Zidouh (Khouribga) offre l'insegnamento della lingua italiana.
Nel 2014, l'unica scuola italiana presente in Marocco è la scuola "Enrico Mattei" di Casablanca. Negli anni precedenti è stata infatti chiusa la scuola italiana di Tangeri.
Per l'anno scolastico 2008-2009, Raymond Siebetcheu Youmbi ha stimato che in Marocco fossero attivi nelle scuole italiane 45 docenti a fronte di 57 studenti per la scuola dell'infanzia, 122 per la scuola primaria, 85 per la scuola secondaria di primo grado e 87 per la scuola secondaria di secondo grado, per un totale di 351 studenti, di cui il 70% di nazionalità africana.

### Istituto Italiano di Cultura
L'Istituto Italiano di Cultura di Rabat eroga corsi di lingua italiana di diversi livelli.